# Sarah Hyland

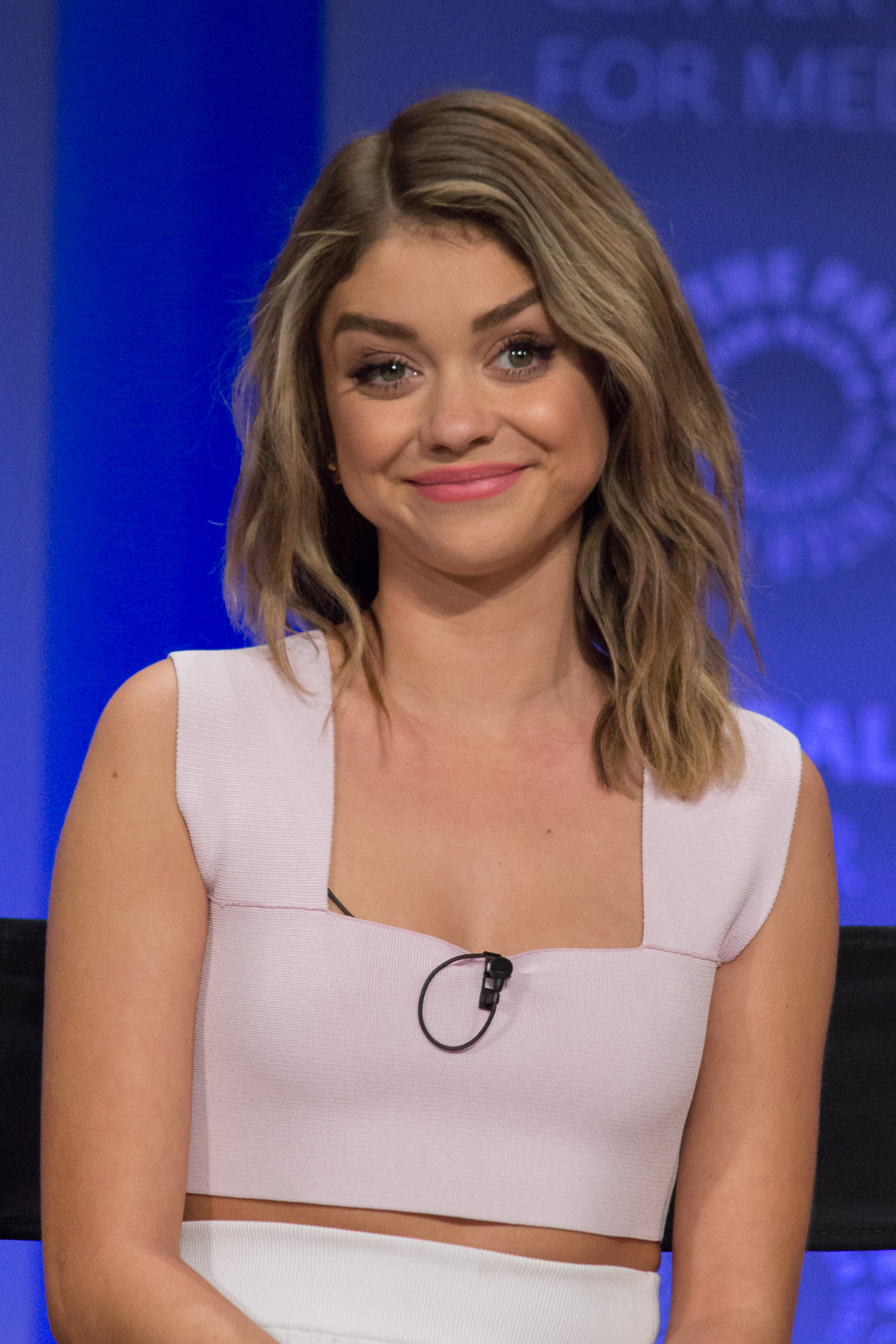
Sarah Hyland (2015)

Sarah Jane Hyland (* 24. November 1990 in New York City, New York) ist eine US-amerikanische Schauspielerin und Sängerin.

## Leben
Sarah Hyland wurde in New York City geboren. Ihre Mutter Melissa Canaday, ihr Vater Edward James Hyland und ihr Bruder Ian Hyland sind ebenfalls Schauspieler. Sie besuchte die Professional Performing Arts School in Manhattan.
Ihre erste Rolle hatte sie mit fünf Jahren in dem Film Private Parts. Danach folgte eine Rolle im Film Annie als Molly und in der NBC Serie Lipstick Jungle als Maddie Healy. Am Broadway spielte sie 2006 im Musical Grey Gardens die Rolle der jungen Jackie O.
Von 2009 bis 2020 war sie in der Rolle der Haley Dunphy in der ABC-Mockumentary Modern Family zu sehen.
Sie war seit 2009 mit dem Schauspieler Matt Prokop liiert und verlobte sich 2011 mit ihm. Das Paar trennte sich 2014.
Von 2015 bis 2017 war sie mit dem aus Shadowhunters bekannten Schauspieler Dominic Sherwood zusammen. Im Oktober 2017 gab sie ihre Beziehung zu Wells Adams, einem ehemaligen Kandidaten der Dating-Show The Bachelorette, bekannt. Im Juli 2019 verlobte sich das Paar. Die Hochzeit fand 2022 in Kalifornien statt.
Sarah Hyland leidet seit ihrer Geburt an Nierendysplasie. Im Jahr 2012 spendete ihr Vater eine Niere, diese wurde aber von ihrem Körper abgestoßen. 2017 folgte eine zweite Spende durch ihren Bruder Ian.

## Filmografie

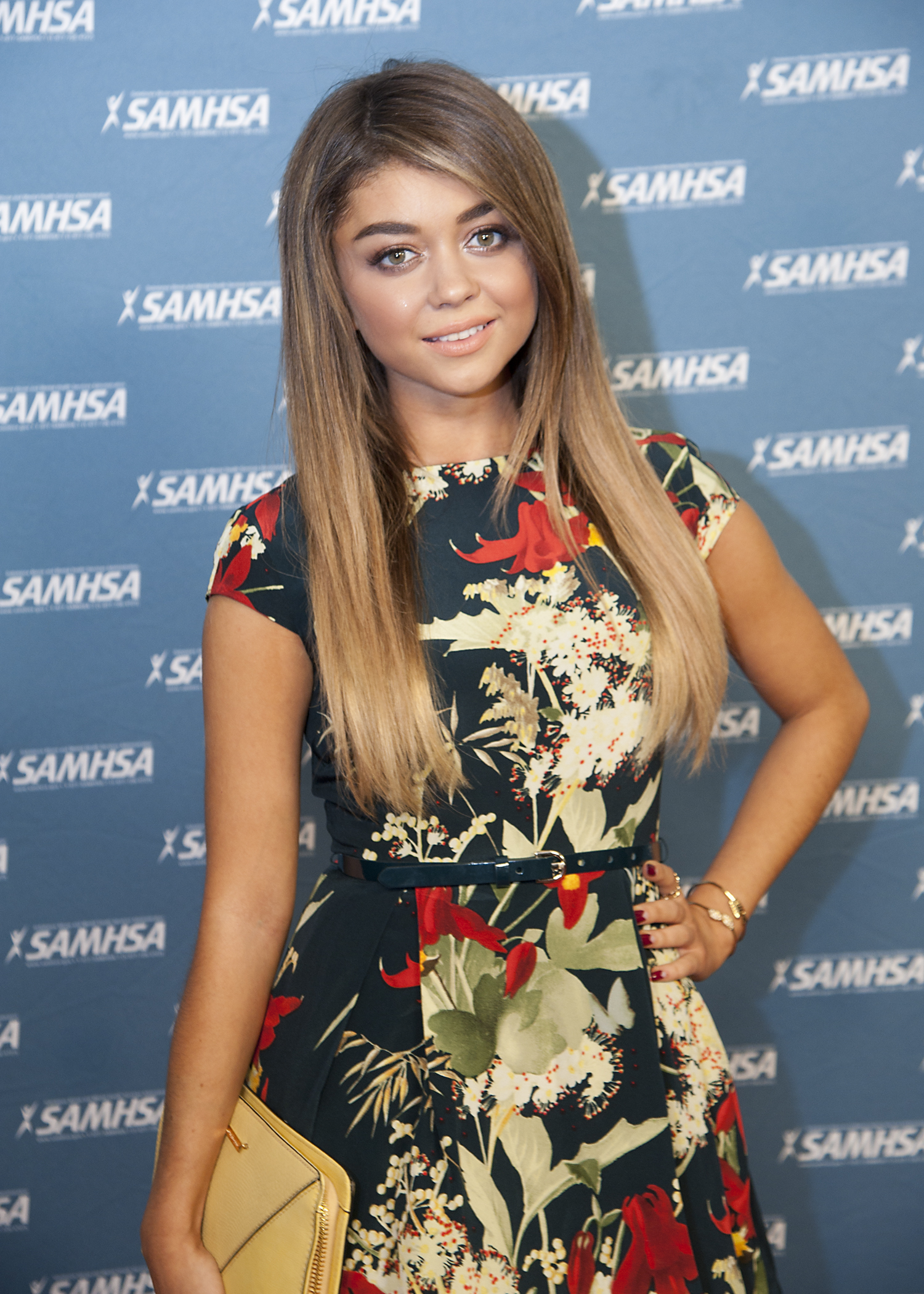
Sarah Hyland bei den Voice Awards (2013)

### Filme
- 1997: A Tall Winter's Tale
- 1997: Private Parts
- 1998: Advice from a Caterpillar
- 1998: Liebe in jeder Beziehung (The Object of My Affection)
- 1999: Annie – Weihnachten einer Waise (Annie)
- 1999: Das schwankende Schiff (Cradle Will Rock)
- 2000: The Audrey Hepburn Story
- 2000: Joe Gould's Secret
- 2002: The Empath
- 2004: Spanglish
- 2007: Blind Date (Stimme)
- 2010: Monster Heroes
- 2010: Loverboys – Desperate Wives (Cougars, Inc.)
- 2011: Conception
- 2011: Movie Star – Küssen bis zum Happy End (Geek Charming)
- 2012: Vom Blitz getroffen (Struck by Lightning)
- 2013:  Zombies: An Undead Road Movie (April Apocalypse)
- 2013: Scary Movie 5
- 2013: Nennt mich verrückt! (Call Me Crazy: A Five Film, Fernsehfilm)
- 2013: Bonnie & Clyde (Fernsehfilm)
- 2014: Vampire Academy
- 2014: Reine Männersache (Date and Switch)
- 2015: See you in Valhalla
- 2015: Final Farewell – Für immer auf Wiedersehen (See You in Valhalla)
- 2016: Satanic
- 2016: Justice League – Gotham City Breakout (Animationsfilm, Stimme von Batgirl)
- 2016: XOXO
- 2017: Dirty Dancing (Fernsehfilm)
- 2019: The Wedding Year
- 2022: My Fake Boyfriend

### Serien
- 2000–2002: All My Children (2 Folgen)
- 2001: The Wonderful World of Disney
- 2001, 2009: Law & Order: Special Victims Unit (verschiedene Rollen, 2 Folgen)
- 2002: Ein Hauch von Himmel (Folge A Feather on the Breath of God)
- 2004: Law & Order (Folge The Dead Wives Club)
- 2005: Law & Order: Trial by Jury (Folge Vigilante)
- 2007: Liebe, Lüge, Leidenschaft (One Life to Live, 7 Folgen)
- 2007–2009: Lipstick Jungle (15 Folgen)
- 2009–2020: Modern Family (245 Folgen / 11 Staffeln)
- 2010: Cubed (eine Folge)
- 2011: Childrens Hospital (Folge Nip/Tug)
- 2012: Punk'd (Folge Lucy Hale)
- 2012: Perception (Folge Kilimanjaro)
- 2012–2015: Randy Cunningham: Der Ninja aus der 9. Klasse (Randy Cunningham: 9th Grade Ninja, 11 Folgen, Stimme)
- 2014: Hot in Cleveland (Folge Rusty Banks Rides Again)
- 2015: Repeat After Me (Folge Episode 101)
- 2016–2017: Die Garde der Löwen (The Lion Guard, Animationsserie, 6 Folgen, Stimme)
- 2017: Shadowhunters: The Mortal Instruments (2 Folgen)
- 2017: Lip Sync Battle (Folge Sarah Hyland vs. DeAndre Jordan)
- 2017: Dimension 404 (Folge Cinethrax)
- 2019: Veronica Mars (Folge Heads You Lose)
- 2020: RuPauls Drag Race All Stars (als Gastjurorin, Folge SheMZ)
- 2020: Celebrity Game Face (Folge Premiere Episode)
- seit 2021: Play-Doh Squished (als Moderatorin)
- 2022: Love Island USA (als Moderatorin)
- 2022: Pitch Perfect: Bumper in Berlin (Serien-Spin-off zur Filmreihe Pitch Perfect)